# Туризм в Хорватии

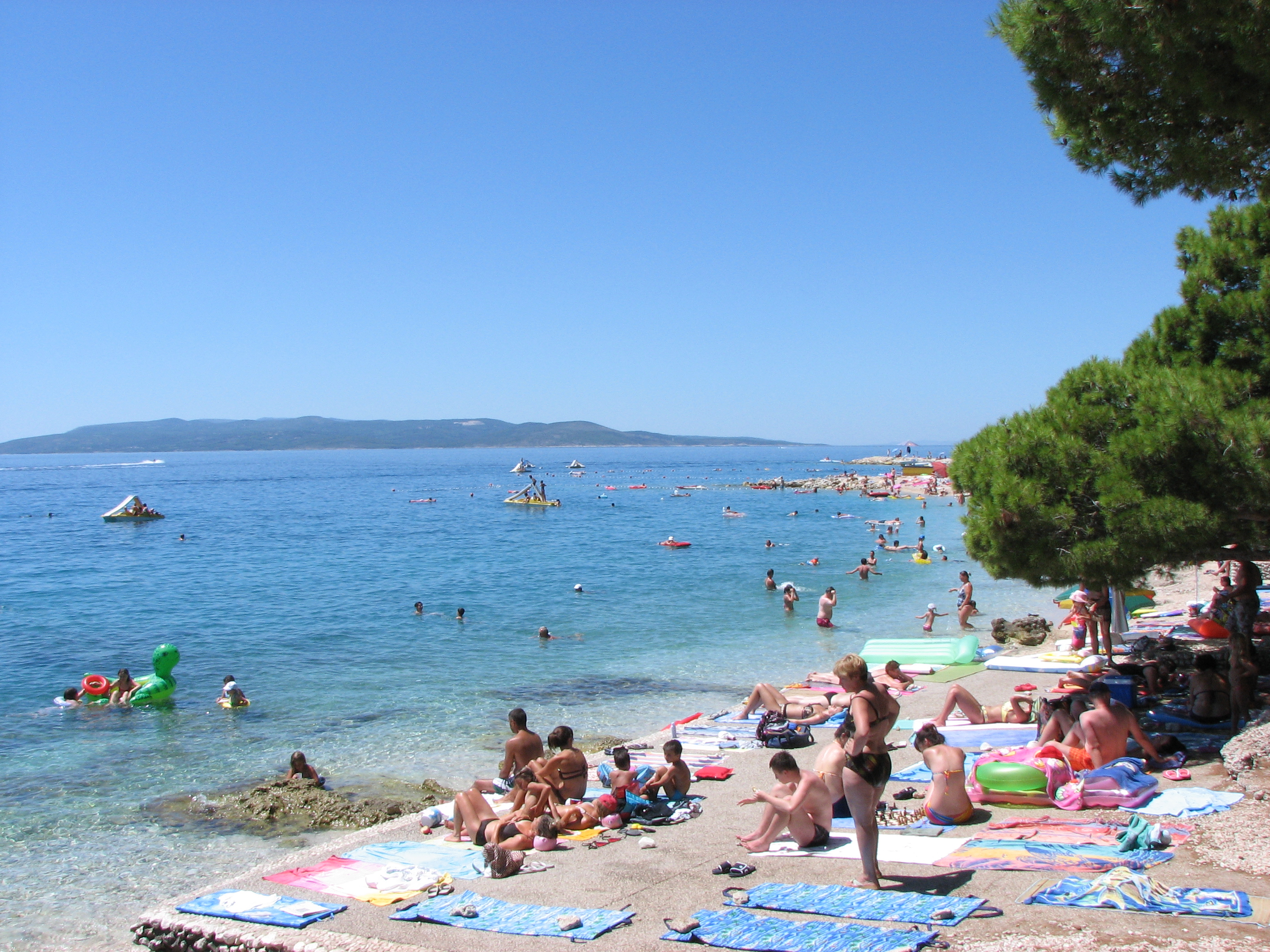
Пляж в Макарске

Туризм в Хорватии. Туристическая индустрия в Хорватии хорошо развита и является одной из важных составляющих экономики страны.

## Общие сведения

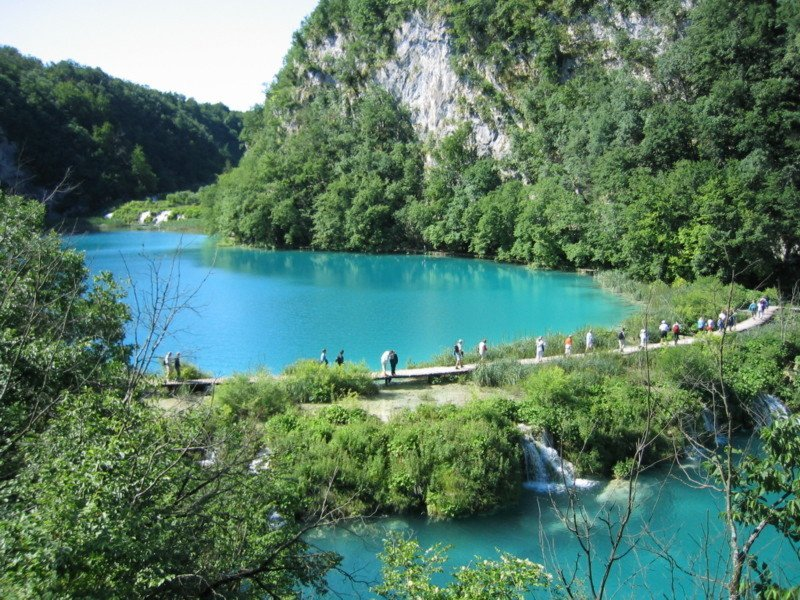
Плитвицкие озёра

Главная туристическая зона страны — адриатическое побережье и многочисленные острова вдоль побережья, которые привлекают туристов своими пляжами, мягким климатом и многочисленными хорошо сохранившимися далматинскими старинными городами. Адриатическое побережье — популярное место среди яхтсменов, дайверов и любителей виндсёрфинга. Туристический сезон на Адриатике длится со второй половины мая до начала октября. В удалённых от моря регионах страны наиболее популярны у туристов столица Хорватии Загреб, город Вараждин с хорошо сохранившимся барочным ансамблем и национальный парк Плитвицкие озёра.
Семь объектов в Хорватии включены в список Всемирного наследия ЮНЕСКО, ещё 15 находятся в предварительном списке. В стране организовано 8 национальных и 11 природных парков.
Со времени окончания войны в Хорватии в 90-х годах XX века вплоть до 2008 года включительно число туристов, прибывающих в страну, постоянно росло, затем немного снизилось на фоне мирового экономического кризиса, однако с 2011 года рост возобновился. В 2012 году страну посетили рекордные 11 миллионов 835 тысяч туристов. В 2013 году число туристов составило 10 миллионов 948 тысяч, в 2014 — 11 миллионов 624 тысячи, в 2016 — 13 миллионов 808 тысяч.

## Направления

### Истрия

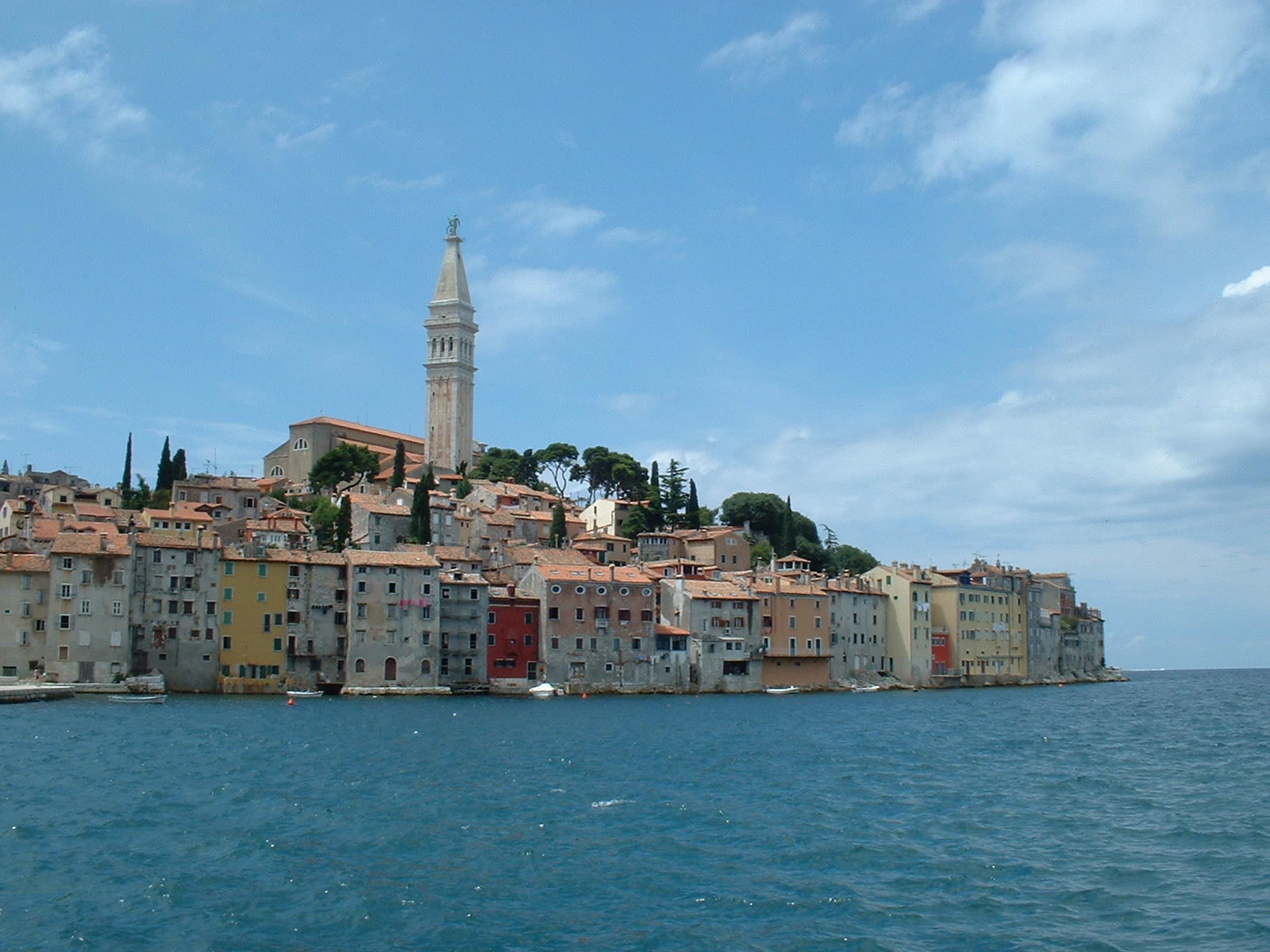
Вид на Ровинь с моря

Истрия — полуостров на севере страны, располагает большим количеством достопримечательностей римского периода и средневековья. Среди наиболее известных объектов — римский амфитеатр в Пуле, Евфразиева базилика в Порече, старый город Ровиня, самый маленький город в мире — Хум. В окрестностях Опатии находится большое число вилл австро-венгерской аристократии. Пляжный отдых развит в окрестностях Пореча и Умага. Среди природных достопримечательностей — острова Бриони близ побережья и глубоко вдающийся в побережье Лимский залив. Истрия интересна также своей своеобразной культурой и традициями, отличающимися от остальной Хорватии.

### Кварнер и Северная Далмация

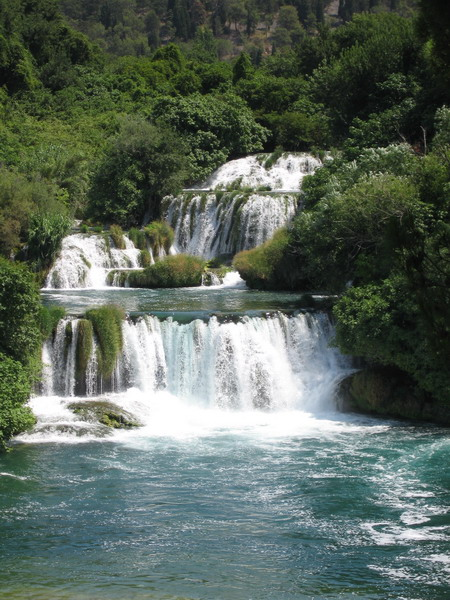
Водопады на Крке

Регион простирается от Истрии и Риеки до Шибеника. В северной части находится залив Кварнер, главные туристические направления которого — крупнейшие острова Адриатики Крк и Црес, а также соседний с Цресом остров Лошинь. Побережье в Северной Далмации гористо, вдоль него идёт крупный хребет Велебит с национальными парками Северный Велебит и Пакленица. Восточнее Риеки находится исторический регион Горски-Котар с национальным парком Рисняк. В южной части региона большое число туристов привлекают древние исторические города Задар, Шибеник и Нин. Среди природных достопримечательностей особо выделяются каскад водопадов в национальном парке Крка, острова Корнаты и остров Паг — центр производства соли, овечьего сыра и кружев. Курортный отдых развит в окрестностях Задара, Водице, Шибеника, Примоштена и на многочисленных островах.

### Центральная Далмация

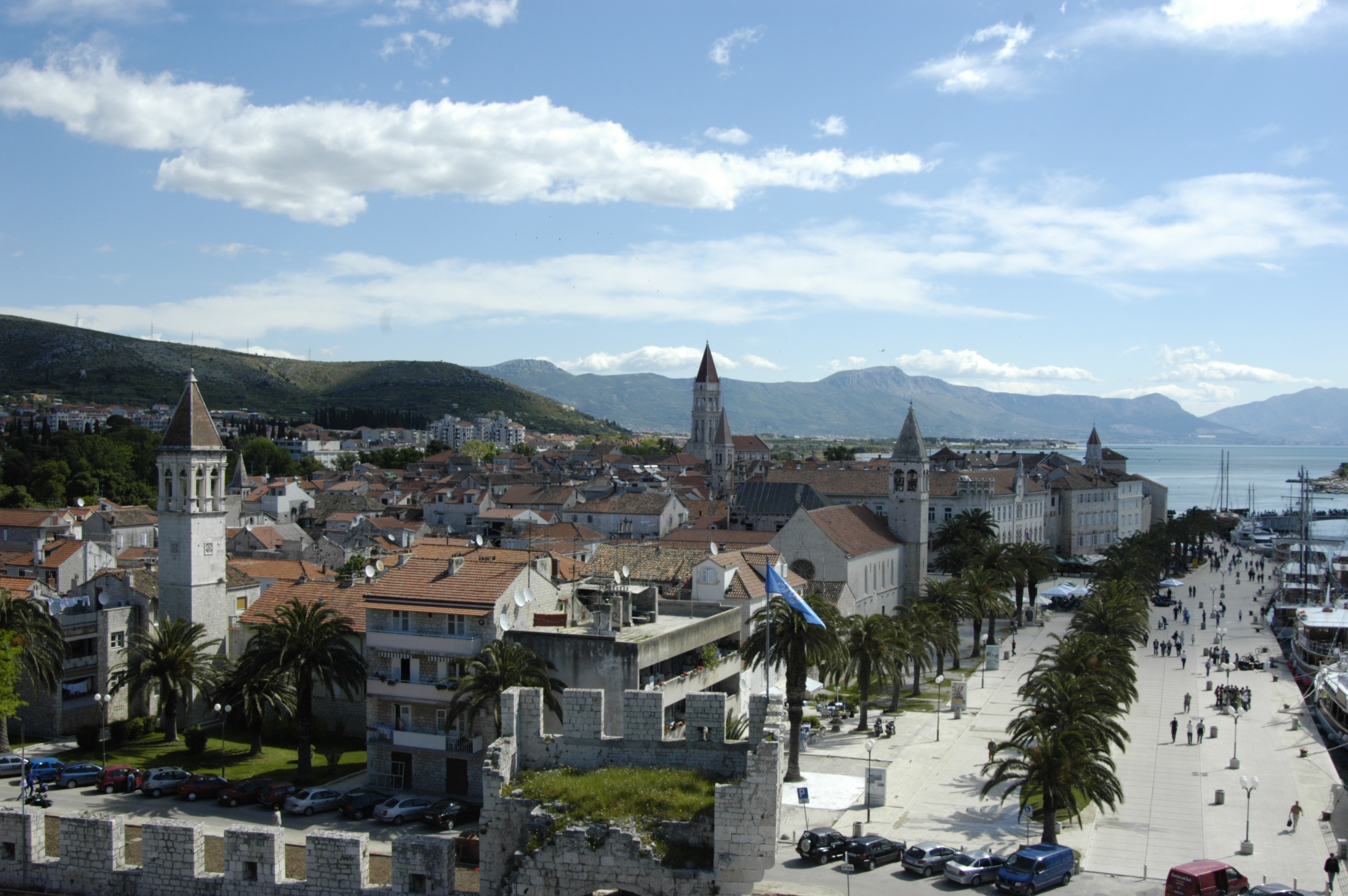
Трогир

Центр региона — второй по величине город страны Сплит, главная достопримечательность которого — дворец Диоклетиана со множеством сохранившихся объектов римского периода. Кроме исторического центра Сплита в список Всемирного наследия включена и историческая часть расположенного неподалёку Трогира с отлично сохранившимся средневековым ансамблем. Центральная Далмация — один из самых популярных регионов страны у любителей пляжного отдыха и яхтсменов. Главные направления — Макарска ривьера, с популярными курортами Макарска, Брела, Башка-Вода, Тучепи, Подгора и другими, остров Брач с курортным городом Бол и многочисленными более мелкими курортными посёлками, остров Хвар. У любителей активного отдыха пользуются популярностью горные походы по массиву Биоково и рафтинг на реке Цетина.

### Южная Далмация

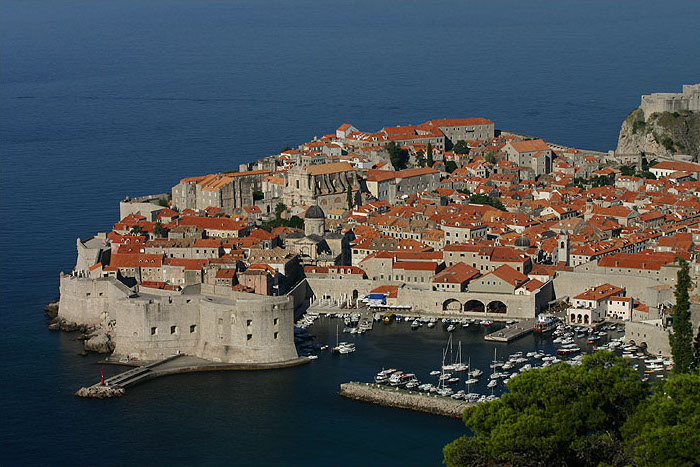
Старый город Дубровника

Главная достопримечательность юга страны — город Дубровник со своим знаменитым историческим центром. Кроме него вызывают интерес исторический центр города Корчула на одноимённом острове, национальный парк на острове Млет, ансамбль города Стон и живописные прибрежные Элафитские острова. Юг Далмации славится своими винодельческими традициями. На побережье, островах Млет, Корчула и полуострове Пельешац находится множество курортных посёлков с пляжами.

### Континентальная Хорватия

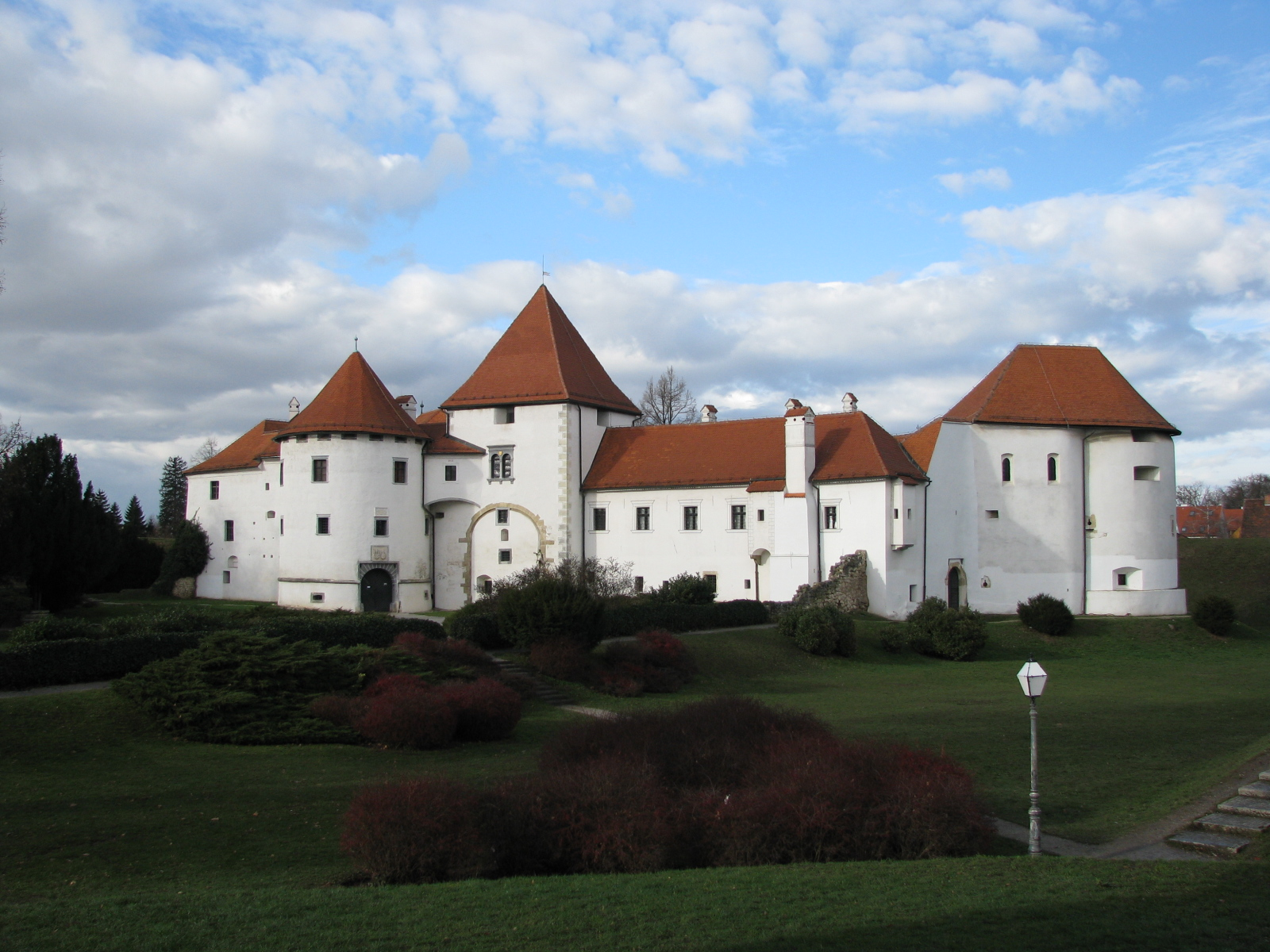
Старый замок Вараждина

Континентальная Хорватия в связи с отсутствием возможностей для пляжного отдыха менее посещаема туристами, чем Далмация, но располагает большим количеством культурных и природных достопримечательностей. Одно из главных направлений — Загреб, со множеством архитектурных достопримечательностей таких как ансамбль Верхнего города, Загребский собор, Хорватский национальный театр и известное кладбище Мирогой. В Загребе также находится большое количество музеев. Природный парк Медведница на одноимённой холмистой гряде непосредственно примыкает к Загребу с севера. Большой популярностью пользуется национальный парк Плитвицкие озёра, один из самых посещаемых природных объектов страны с каскадом живописных водопадов и озёр в карстовой долине. Среди прочих популярных у туристов объектов — город Вараждин с большим количеством барочных строений и средневековые замки Тракошчан и Велики-Табор. В центральной Хорватии большое количество источников лечебных термальных вод (toplice), на которых построены санатории и дома отдыха. Наиболее известны и популярны источники в Вараждинске-Топлице, Стубичке-Топлице, Крапинске-Топлице и Даруваре.

### Славония
Туристическая индустрия в Славонии находится ещё в стадии становления, кроме того большое количество достопримечательностей было разрушено и повреждено во время войны в 90-е годы. Главные культурные достопримечательности — исторический центр Осиека, исторический центр Пожеги, собор в Джяково, замок Пеячевичей в Нашице. Славония интересна своей самобытной культурой, здесь проходит множество фольклорных фестивалей, наиболее известен фестиваль «Джаковачки везови» (Đakovački vezovi) в Джаково.

## Статистика туристов

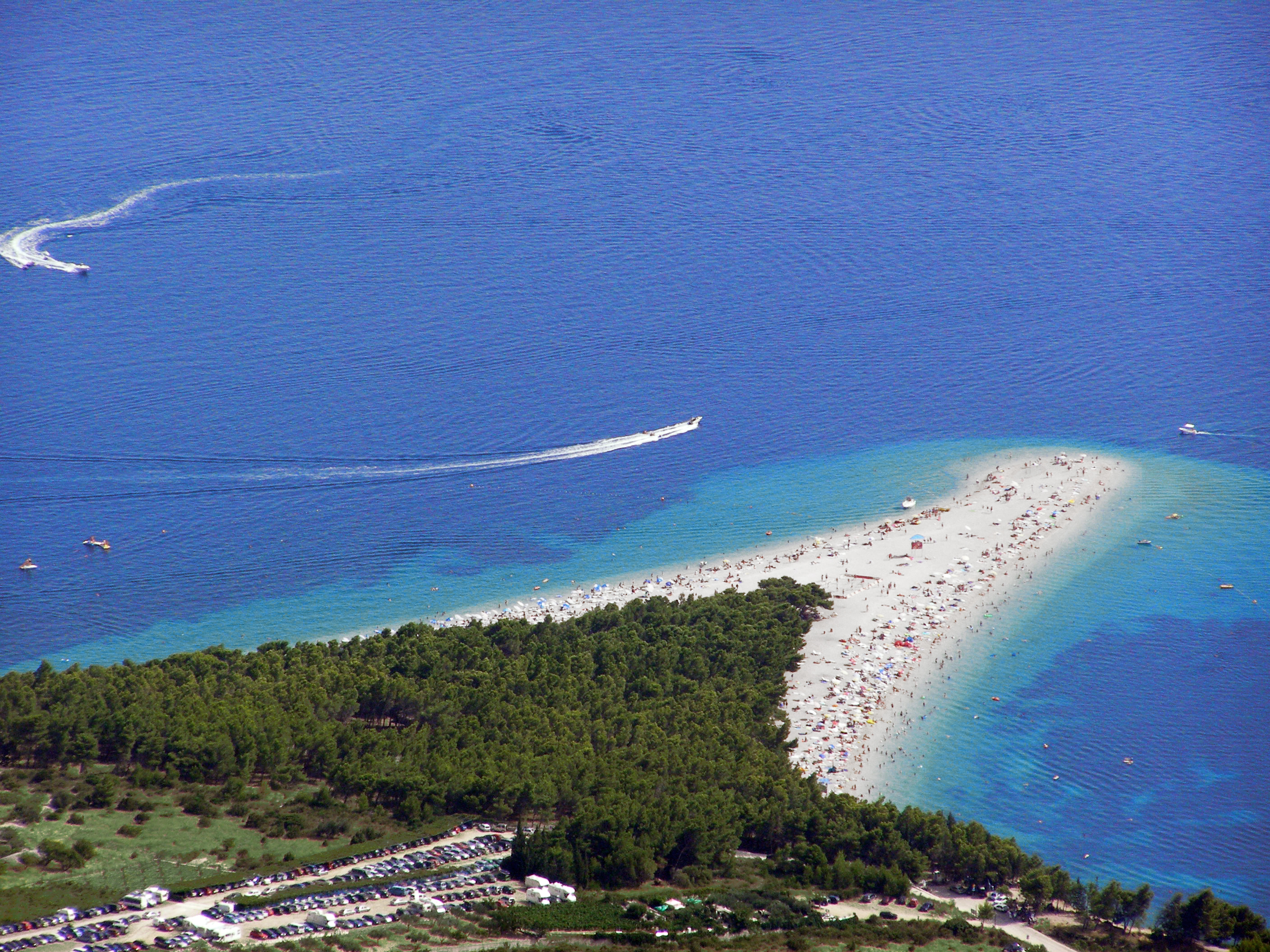
Пляж «Золотой рог» около г. Бол, остров Брач

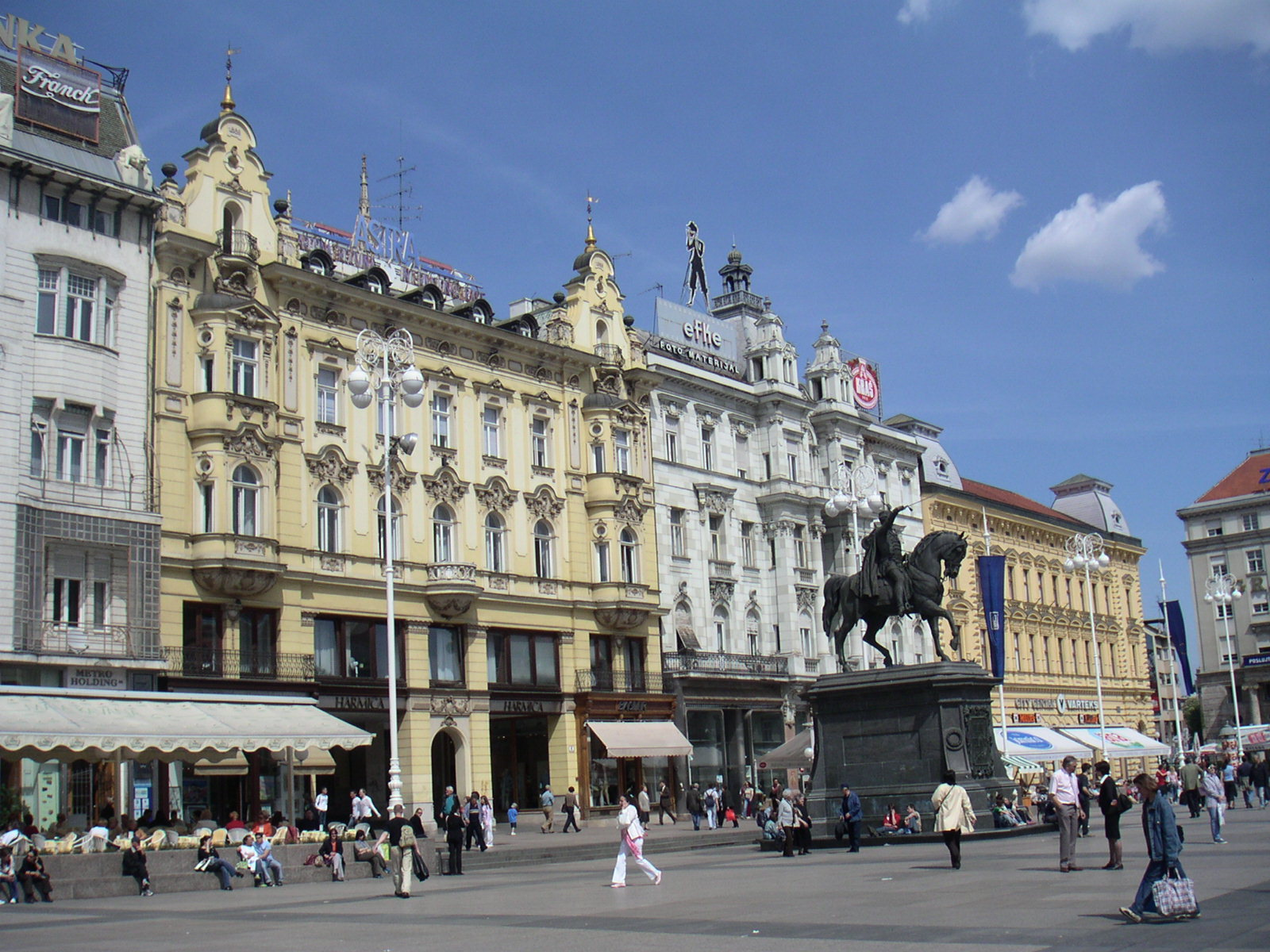
Площадь бана Елачича в Загребе

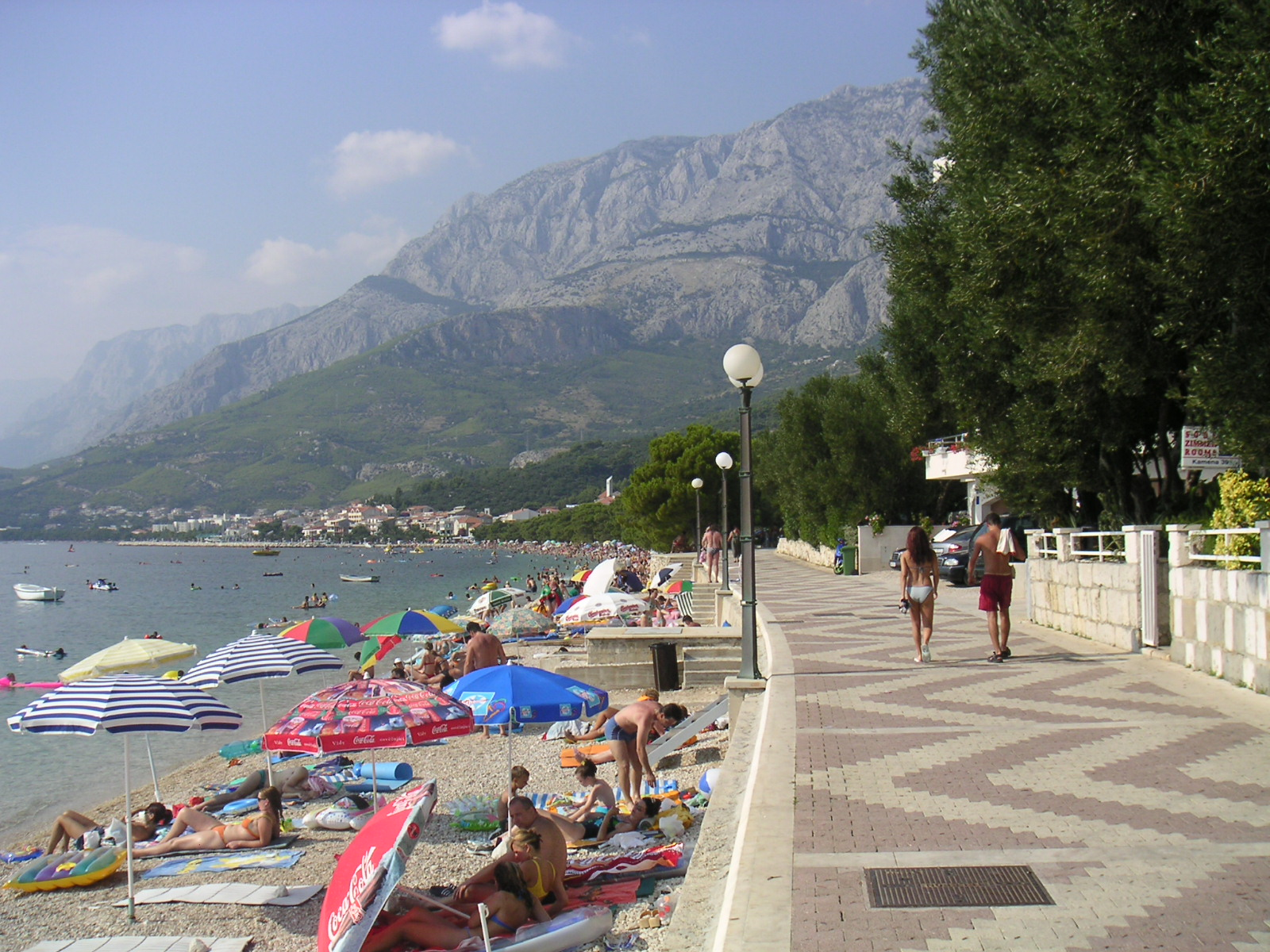
Пляж в Тучепи. Биоково на заднем плане

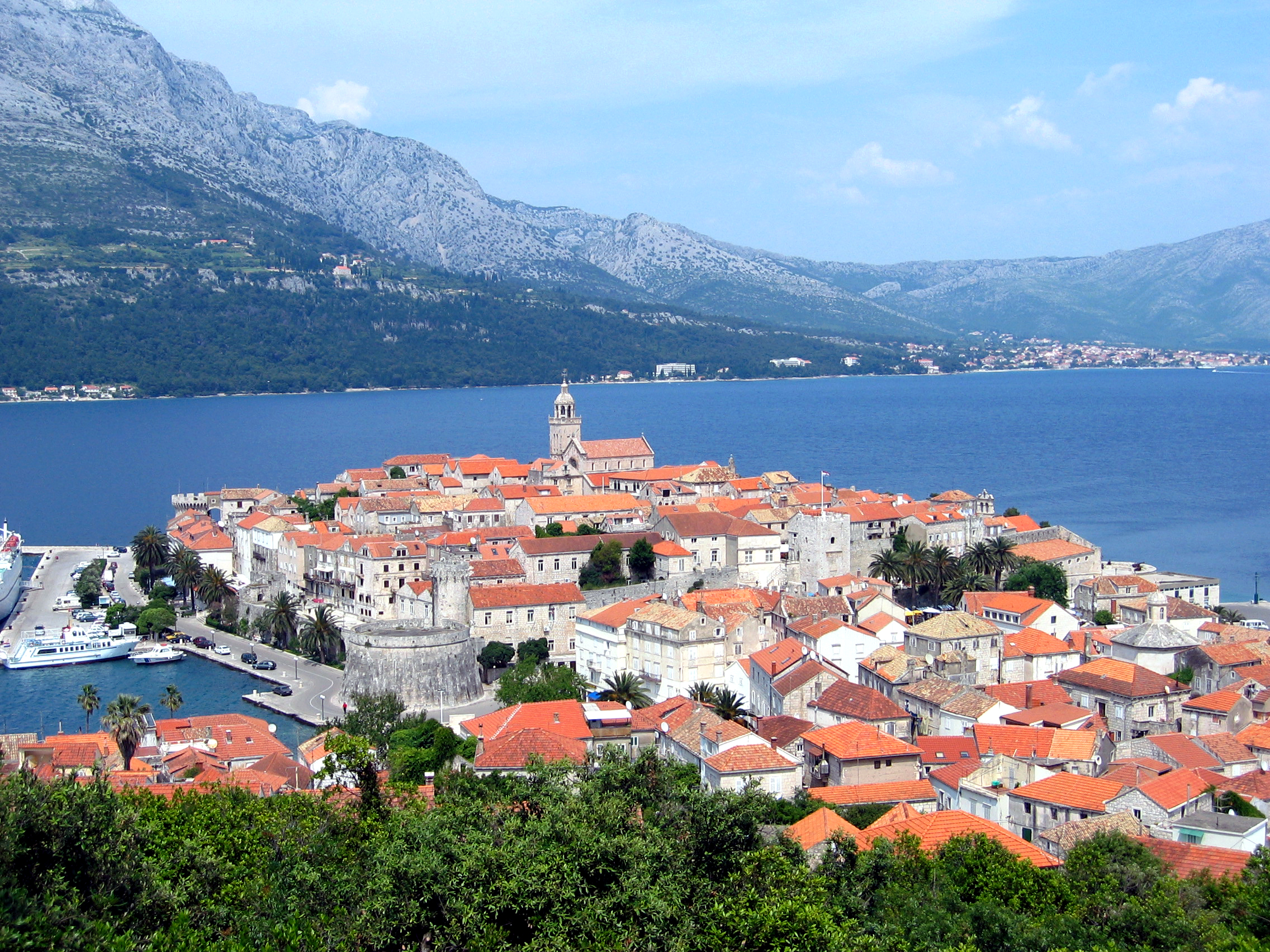
Вид на город Корчула и пролив между полуостровом Пелешац и островом Корчула

### Число туристов
Число туристов посетивших страну по годам (млн. чел.):
- 1999 5,127
- 2000 7,137
- 2001 7,860
- 2002 8,320
- 2003 8,878
- 2004 9,412
- 2005 9,995
- 2006 10,385
- 2007 11,162
- 2008 11,261
- 2009 10,935
- 2010 10,604
- 2011 11,456
- 2012 11,835
- 2013 10,948
- 2014 11,624
- 2015 12,683
- 2016 13,808

### Страны
20 стран, из которых прибыло наибольшее число иностранных туристов (2011—2012 года):
| Страна               | 2011 — тыс. чел. | 2012 — тыс. чел. |
| Германия             | 1661             | 1853             |
| Словения             | 1100             | 1055             |
| Италия               | 1150             | 1050             |
| Австрия              | 892              | 946              |
| Чехия                | 638              | 647              |
| Польша               | 495              | 544              |
| Франция              | 394              | 418              |
| Словакия             | 335              | 337              |
| Нидерланды           | 287              | 335              |
| Венгрия              | 328              | 308              |
| Великобритания       | 256              | 307              |
| Босния и Герцеговина | 223              | 230              |
| Россия               | 182              | 196              |
| Швейцария            | 161              | 176              |
| США                  | 151              | 173              |
| Испания              | 221              | 166              |
| Япония               | 132              | 155              |
| Бельгия              | 120              | 137              |
| Швеция               | 122              | 135              |
| Норвегия             | 92               | 102              |